# Raquel Correa
Raquel Teresa Correa Prats (Santiago de Xile, 8 de juliol de 1934 - Ib., 10 de setembre de 2012) va ser una periodista xilena coneguda principalment per les seves entrevistes a diverses personalitats, que van des de sor Teresa de Calcuta fins a Augusto Pinochet, fetes amb un estil agut, directe i controvertit. El 1991, en honor a tota la seva carrera, va rebre el Premi Nacional de Periodisme de Xile.

## Primers anys
Vuitena filla de l'agricultor Alfredo Correa Armanet i de Marta Prats González, i descendent directa d'Andrés Bello, va passar la seva infància a la hisenda de la Higuerilla, a la comuna de Sagrada Familia, a Curicó, actualment la Regió del Maule. Des de petita es va caracteritzar per ser la rebel de la família, amb una personalitat forta i obstinada. Cursà l'educació bàsica i mitjana a l'internat del Col·legi del Sagrat Cor, Monges Angleses, juntament amb algunes de les seves germanes, i passava l'estiu i les vacances al camp amb els seus onze germans i germanes.

Als disset anys entrà d'amagat a estudiar a l'Acadèmia de Teatre d'Hugo Miller, i actuà en una obra de J. B. Priestley, que seria la primera i l'última. A la seva mare —que havia anat a l'estrena, en la qual Raquel «fumava amb broquet» i «era parella d'un homosexual»- l'obra li va semblar molt escandalosa i li va fer prometre que abandonaria l'acadèmia. Raquel Correa recorda aquell episodi de la seva vida:
| «                | Era la meva vocació. […] M'hi vaig inscriure d'amagat, sense dir-ne res a ningú. Vaig començar a anar a classes i un dia […] al meu germà, que era el meu ídol, li vaig dir: «mira, debutaré, t'ho explico a tu, fes el que et sembli més adequat». Al final vaig actuar a l'obra, vaig arribar a casa, em vaig rentar la cara i em vaig ficar al llit. L'endemà al matí, la meva mare va entrar a l'habitació i s'assegué al llit. Em digué: «Raquel, ahir a la nit et vaig anar a veure». Gairebé em vaig morir. No se'n va anar de l'habitació fins que li vaig haver promès que no continuaria. | » |
| — Raquel Correa. | |   |

Després de la seva frustrada incursió en el teatre, va ingressar a l'Escola de Psicologia de la Universitat de Xile, fins que el 1956 va començar a estudiar Periodisme de manera paral·lela. Després de tres anys va abandonar totes dues carreres per dedicar-se de ple al periodisme. El 1994 va dictar una classe magistral als estudiants de l'Escola de Periodisme de la Universitat de Xile, la qual cosa li va permetre obtenir el títol de periodista d'aquesta universitat, i culminar un procés iniciat el 1956, quan va cursar les primeres assignatures d'aquesta carrera.

## Inicis professionals
Quan feia el tercer curs va ser convidada per la professora Lenka Franulic, juntament amb un grup d'alumnes, a participar en un projecte radiofònic. La resta del grup va desertar, i ella va acabar treballant a Apuntes, un programa de Ràdio Mineria que comptava només amb la participació de dones. Més tard treballaria a la ràdio de la Universitat de Xile i a la revista Entretelones.
El 1960 començà a col·laborar amb l'agència cubana Prensa Latina i entrà com a reportera a la revista Vea, on treballà des de 1961 fins a 1975, ascendint a cap d'informacions, subdirectora i finalment directora.
Al cap de poc temps d'haver començat a treballar en la premsa radiofònica i escrita, la producció de Canal 13, que en aquella època emetia un programa dominical d'entrevistes anomenat A esta hora se improvisa, convocà Raquel Correa i un grup de dones de Ràdio Cooperativa a una reunió (entre les quals María Eugenia Oyarzún i Silvia Pinto) en què fou seleccionada; i així començà la seva carrera a televisió, que no només la marcà com a entrevistadora, sinó que a més definí el seu estil incisiu i directe, una manera de fer periodisme que va ser immediatament difosa i imitada.
El 1973, any del cop militar, el periodisme i tots els mitjans de premsa van ser fortament censurats. Davant la impossibilitat d'exercir la llibertat de premsa sense veure's directament afectada, Raquel Correa escrigué i publicà una carta a la revista, on feia una àcida crítica a la dictadura militar de Pinochet, signant com a Teresa Infante. Ràpidament el govern cità la periodista i directora de la revista i fou obligada a revelar la procedència de la carta, a la qual cosa no accedí. El 1976 Vea canvià de línia editorial i la directora es negà a continuar la seva tasca en les noves condicions a la revista on havia treballat 15 anys.

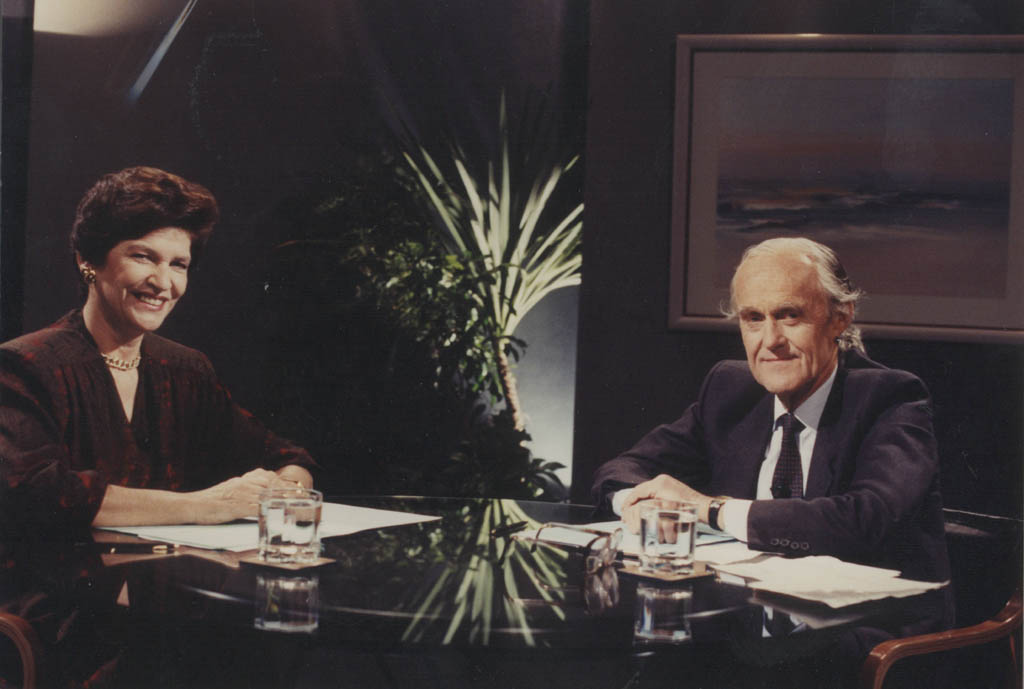
Correa al costat del polític xilè Edgardo Boeninger durant el programa "La entrevista de Raquel Correa".

Abandona l'espai d'entrevistes de Canal 13, per a canviar-se a un altre programa del mateix tipus a TVN, en el qual es feien entrevistes a personatges controvertits de l'època. Fins que en una trobada el dia de l'aniversari del cop militar, el dirigent de petits empresaris Rafael Cumsille va parlar obertament contra el ministre d'Hisenda, Sergio de Castro, situació que es va tornar incontrolable per a la periodista. Aquesta seria l'última entrevista que va fer en el Canal Nacional, i l'inici d'un període en el qual se li van anar tancant totes les portes, una rere l'altra, per no haver-se posat al costat de la dictadura militar de Pinochet.
Més tard es va fer càrrec de la secció d'entrevistes del diari La Tercera, on va fer de la seva Entrevista del Diumenge tota una institució, per a emigrar després, el 1981, al diari Mercurio, temptada per una millor oferta en el cos de Reportatges. La seva nova manera de fer periodisme, de portar els entrevistats i els temes polítics al límit, en una època en la qual cada paraula era vigilada pel govern, la van fer destacar immediatament.
El 25 d'abril de 1988, treballant novament al Canal 13 (paral·lel al seu treball en la premsa escrita), una entrevista en el programa en directe De cara al país va marcar una fita en la televisió xilena i en la carrera de la periodista. Ricardo Lagos Escobar es va dirigir amenaçador al general Pinochet, interpel·lant-lo i assenyalant-lo amb el dit i davant de les càmeres, sense que els periodistes hi poguessin intervenir. Després d'aquest episodi, en el qual Lagos feia una crida al país i es posicionava com un dels líders de l'oposició a la dictadura, Raquel Correa fou reconeguda com la periodista política per antonomàsia, amb freqüents aparicions al Canal 13 i a Mercurio que sempre provocaven controvèrsia.

### Últims anys
El 1989 va fer la primera de les cinc trobades amb Augusto Pinochet, que integrarien després el llibre Ego sum Pinochet, en coautoria amb la seva amiga i també periodista Elizabeth Subercaseaux, que es va convertir immediatament, donada l'època de la seva publicació (1989), en un best seller.
La entrevista de Raquel Correa va ser l'últim programa televisiu en el qual va fer aparició, per a dedicar-se exclusivament a la seva entrevista dominical a Mercurio, labor que va exercir fins al març de 2009, quan decidí desvincular-se del diari per problemes de salut provocats per tensions laborals.
Va morir a casa seva el 10 de setembre de 2012, després de sofrir un vessament cerebral seguit d'una aturada cardíaca.

## Vida personal
Va estar casada durant 40 anys amb l'agricultor Eduardo Amenábar Wormald, fins que ell va morir, al 2002. La parella va tenir un fill. Raquel Correa es va negar sempre a revelar la seva edat, que es va fer pública tan sols després de la seva mort.

## Llibres
- Los generales del régimen (1983), amb Malú Sierra i Elizabeth Subercaseaux.
- Ego sum Pinochet (1989), amb Elizabeth Subercaseaux.
- Preguntas que hacen historia. 40 años entrevistando (1970-2010), Catalonia, Santiago, 2010.

## Premis
Va obtenir molts premis, entre els qualsː
- Premi Lenka Franulic el 1983.[7]
- Premi Nacional de Periodisme de Xile el 1991.[1]
- Premi a la Llibertat el 2003 (Fundació Presidente Balmaceda).[12]
- Premi Carmen Puelma el 2004.[13]
- Premi Al mèrit del Senat de Xile en el grau de Comendador, el 2009.[14]
- Premio Bicentenario el 2010 (Universitat Autònoma de Xile).[15]

## Reconeixements

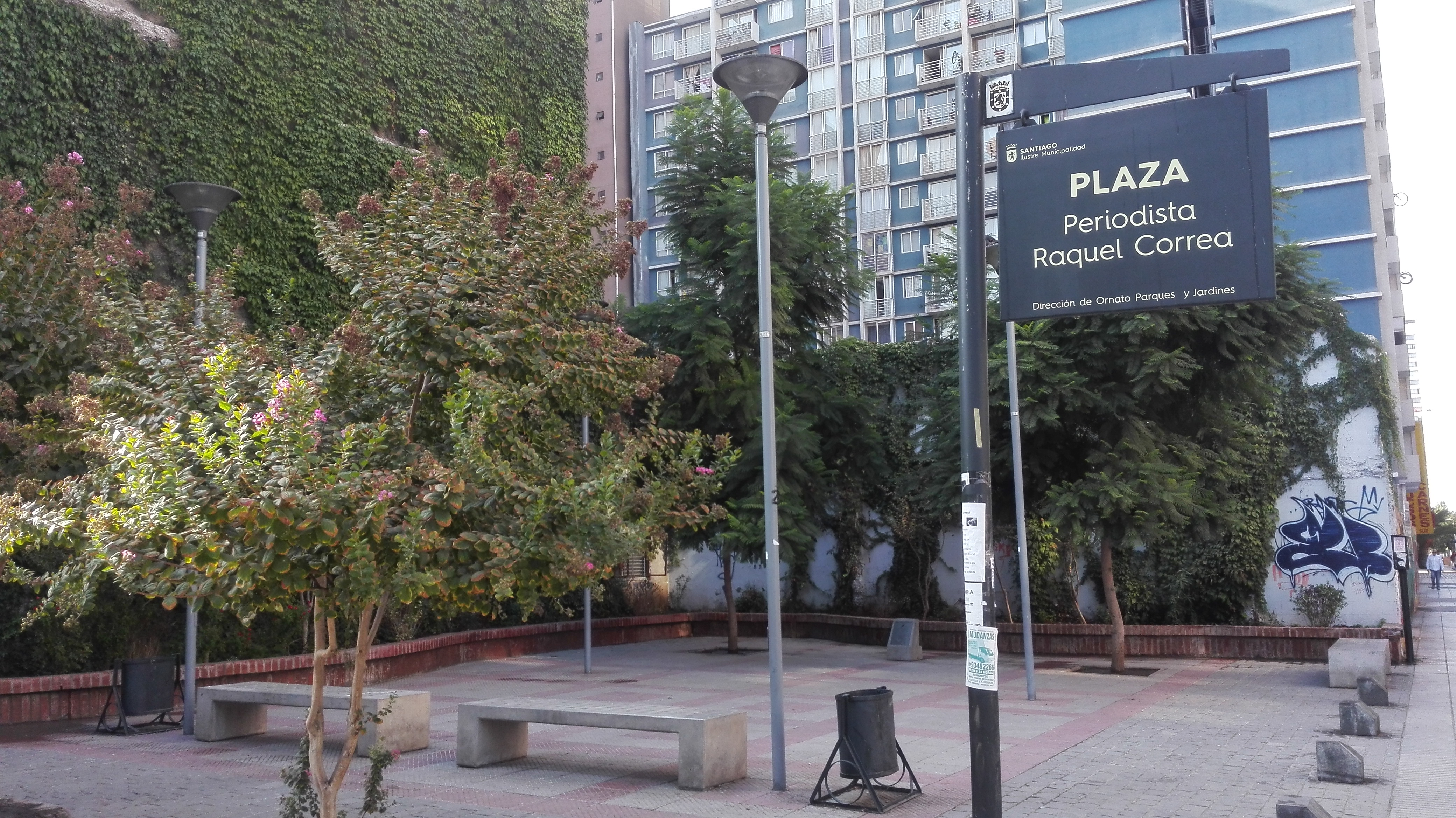
Plaça de la Periodista Raquel Correa, a Santiago de Xile

El 8 de juny de 2016 va ser inaugurada la Plaça Periodista Raquel Correa, situada a la cantonada dels carrers Lira i Marín, a Santiago.
Al desembre de 2011, l'editorial Aguilar va publicar el llibre de Rodrigo Barría Raquel Correa, off the record.
La «Asociación Nacional de Mujeres Periodistas» de Xile concedeix cada dos anys el Premi Raquel Correa, creat en homenatge a aquesta periodista.